# Victoria Dubourg
Victoria Dubourg sau Victoria Fantin-Latour (n. 2 decembrie 1840, Paris, Franța – d. 30 septembrie 1926, Buré, Basse-Normandie, Franța) a fost o pictoriță franceză de natură statică.
Dubourg s-a născut la Paris și s-a format cu artista Fanny Chéron. Acolo l-a cunoscut pe pictorul Henri Fantin-Latour, cu care s-a căsătorit în 1876. A colaborat cu acesta la picturile sale florale, dar a realizat și lucrări sub nume propriu pe care le-a semnat „V Dubourg”. Dubourg a fost criticată ca fiind o artistă a cărei operă este lipsită de originalitate, reproducând pur și simplu stilurile cunoscutului ei soț. Cu toate acestea, o analiză atentă a lucrărilor ei timpurii arată că Dubourg a început să producă naturi statice cu doi ani înainte de a-l întâlni pe Fantin-Latour.
Pictura ei Un coș de flori a fost inclusă în cartea din 1905 Pictorițe ale lumii.

## Biografie
Dubourg s-a născut în 1840, iar părinții ei au recunoscut-o când s-au căsătorit în 1843. A avut o soră, Charlotte Dubourg (1850–1921). Familia maternă a lui Dubourg era originară din Orne. Mama ei Françoise Bienvenu s-a născut în Sées, unde locuiau părinții ei. Tatăl ei, Philippe Bienvenu, a locuit apoi în Buré și i-a lăsat moștenire casa situată într-un loc numit La Croix la moartea sa, pe 28 martie 1878. Fantin-Latour reprezintă familia Dubourg îndoliată după dispariția bătrânului.
Familia a locuit câțiva ani la Frankfurt, unde Victor Dubourg s-a format în medicină după ce a predat Litere.
La Paris, Dubourg a fost instruită de Fanny Chéron (născută în 1830), o pictoriță originară din Mortagne, care a deschis un atelier pentru tinere fete. Pasionată de muzică și pianistă, Dubourg a studiat și pictura și a copiat operele majore ale unor artiști precum Willem Kalf⁠(d) la Luvru. Acolo, l-a întâlnit pe Henri Fantin-Latour, care i-a pictat primul portret în 1873. S-au căsătorit mai târziu, în 1876.
Primele lucrări ale Victoriei Dubourg au afișat un stil apropiat de Fantin-Latour, cum ar fi un portret al surorii sale, Charlotte, din 1870. Cu toate acestea, după ce a expus portrete la sfârșitul anilor 1860, ea s-a îndepărtat de stilurile similare cu Fantin-Latour și a creat doar naturi statice din fructe și flori. După moartea soțului ei, Victoria a continuat să picteze cu o tușă suplă și mai liberă. Culorile ei erau mai vibrante, așa cum se vede în pictura sa din 1908, Crizanteme.
În timpul căsniciei lor, Fantin-Latour și Dubourg au locuit pe rue de l'Université nr. 19 din Paris, în clădirea în care locuiseră Marie și Félix Bracquemond⁠(d). Dubourg a colaborat atât la picturile florale ale soțului ei, dar  a și realizat lucrări personale pe care le-a semnat „V Dubourg”. A făcut parte din cercul lui Édouard Manet, Berthe Morisot și Edgar Degas.
După moartea lui Fantin-Latour în 1904, a organizat o retrospectivă majoră a operei sale și a dedicat câțiva ani dezvoltării unui Catalog raisonné⁠(d), în detrimentul propriei sale opere.
Victoria Dubourg a expus la Salonul de la Paris din 1869, apoi la Salonul artiștilor francezi și la Academia Regală din Londra, al cărei membru era, ca și soțul ei. La Paris, a obținut o mențiune de onoare în 1894 și o medalie în 1895. A fost numită Cavaler al Legiunii de Onoare în 1920.

În 1921, ea a lăsat moștenire trupul fotografic al soțului ei Muzeului din Grenoble, dat fiind că acesta era originar din oraș.

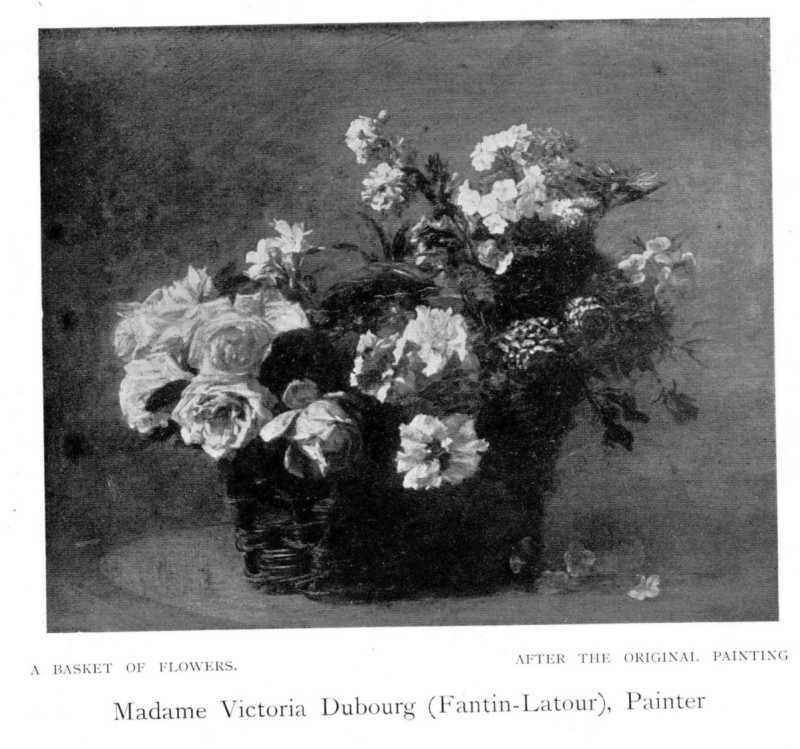
Un coș cu flori
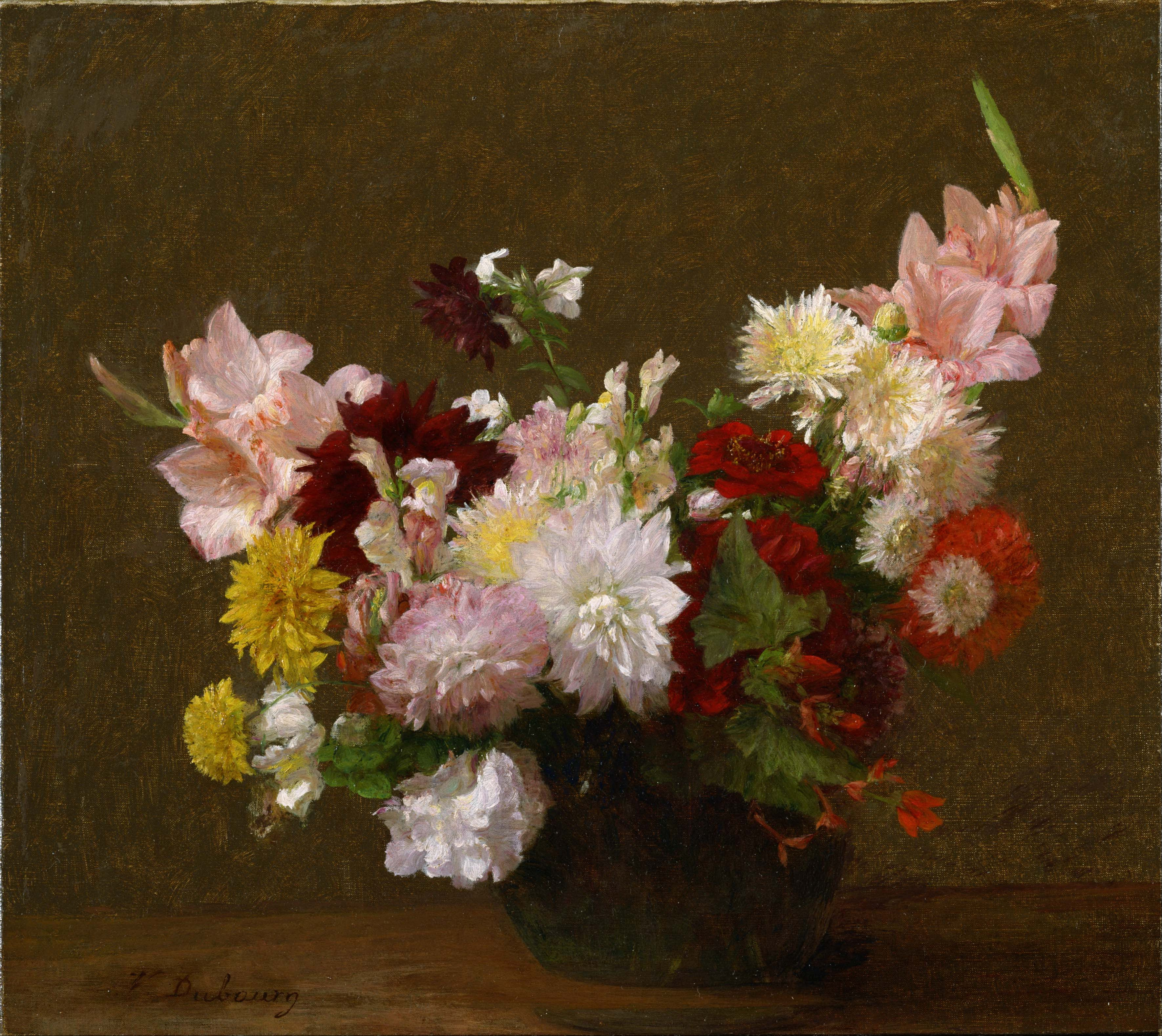
Flori
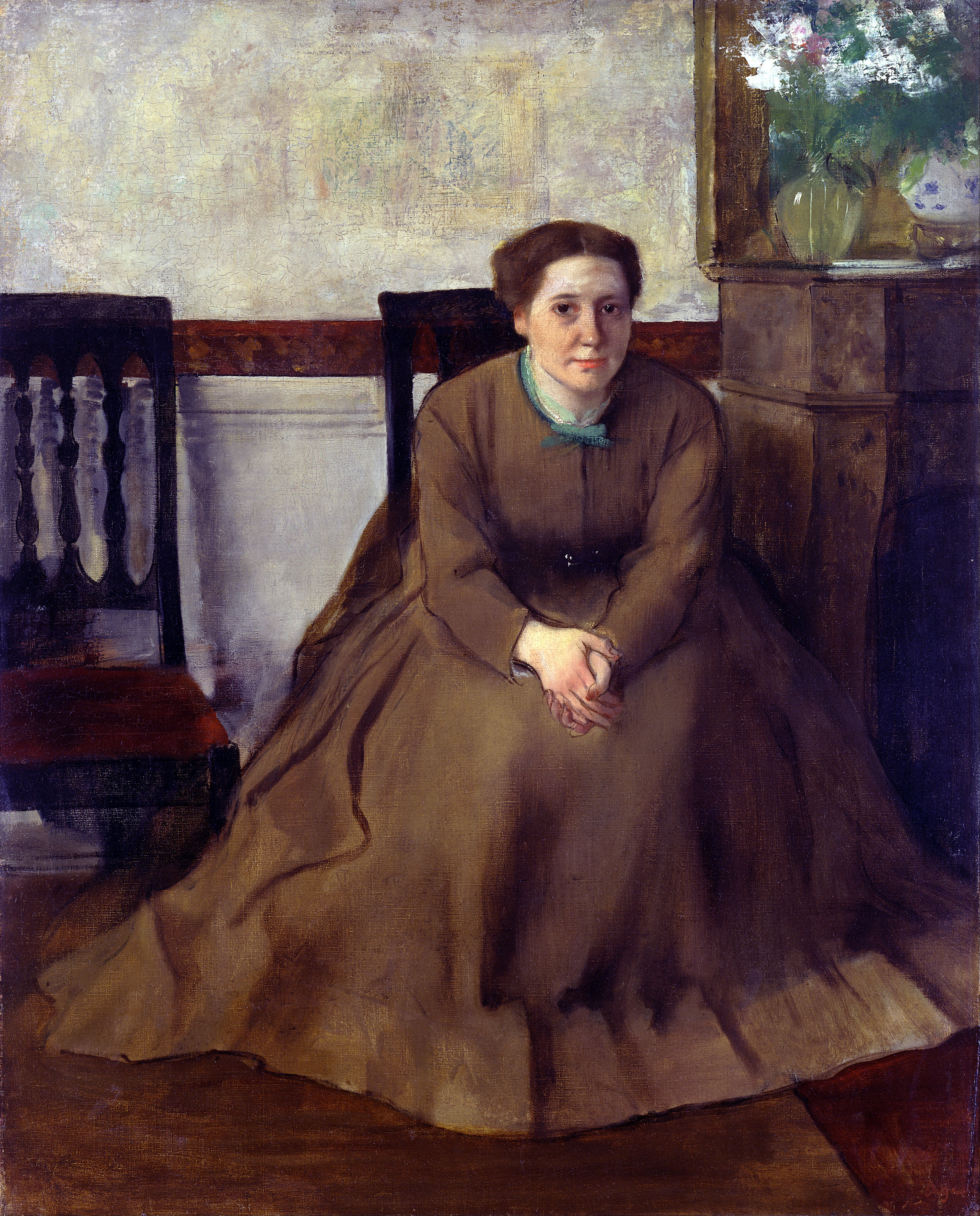
Portretul Victoriei de Edgar Degas
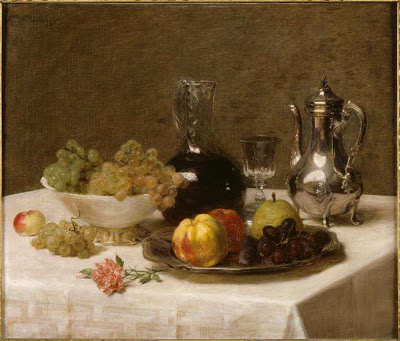
Natură moartă
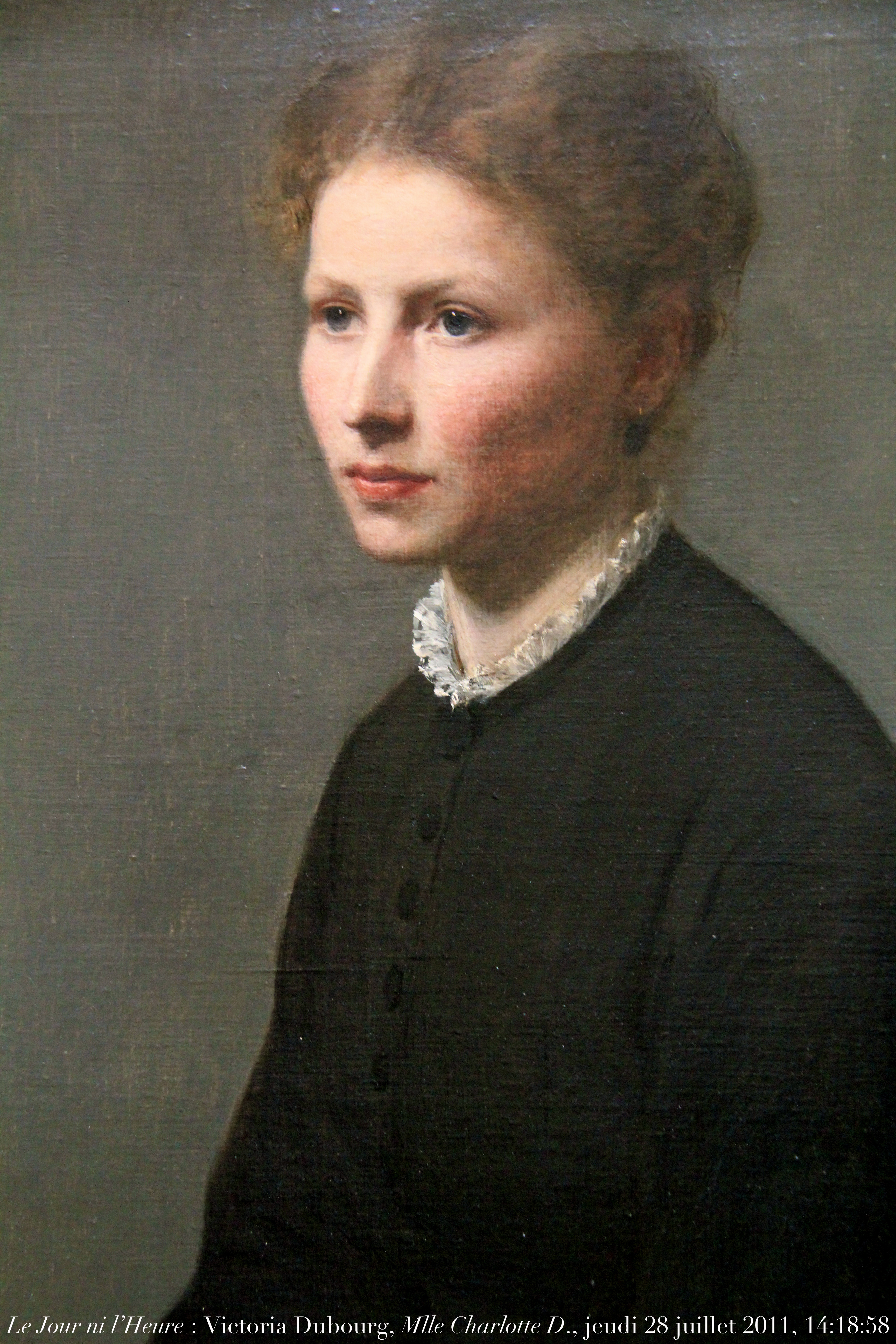
Portretul lui Charlotte Dubourg (1870), sora artistului